# Album studio

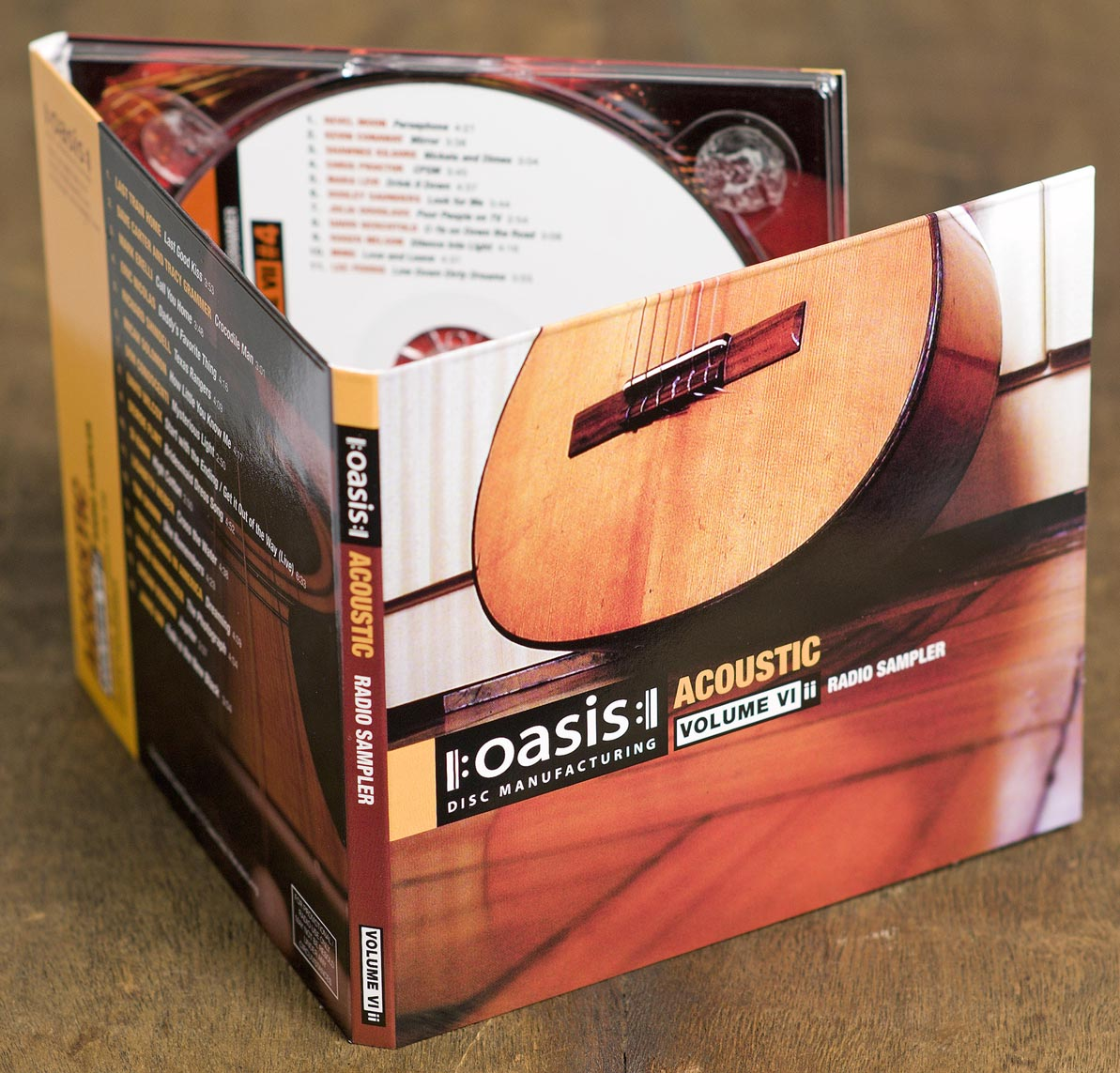
Album de reprise du groupe Oasis.

Un album studio est un ensemble de morceaux de musique enregistrés dans un studio d'enregistrement par un ou plusieurs artistes, pièces le plus souvent gravées sur un support mécanique, le disque vinyle, ou optique, le disque compact.
L'album studio, album le plus répandu, est à différencier des albums live et autres compilations car il ne contient généralement pas de pièces musicales live (enregistrées lors d'un concert) ni de remixes ; ou bien lorsque extraits live ou remixes sont présents, ils ne forment pas la majorité de l'album et représentent alors des titres bonus. 
Les albums studio ont souvent à disposition durant leur enregistrement une large variété d'arrangements et de techniques musicales (segue, effets sonores, orchestre, etc.). Les albums studio sont également produits dans des conditions différentes de celles d'un home studio.